# František Křelina
František Křelina (26. července 1903 Podhradí – 25. října 1976 Praha) byl český učitel, prozaik, básník a dramatik.

## Životopis

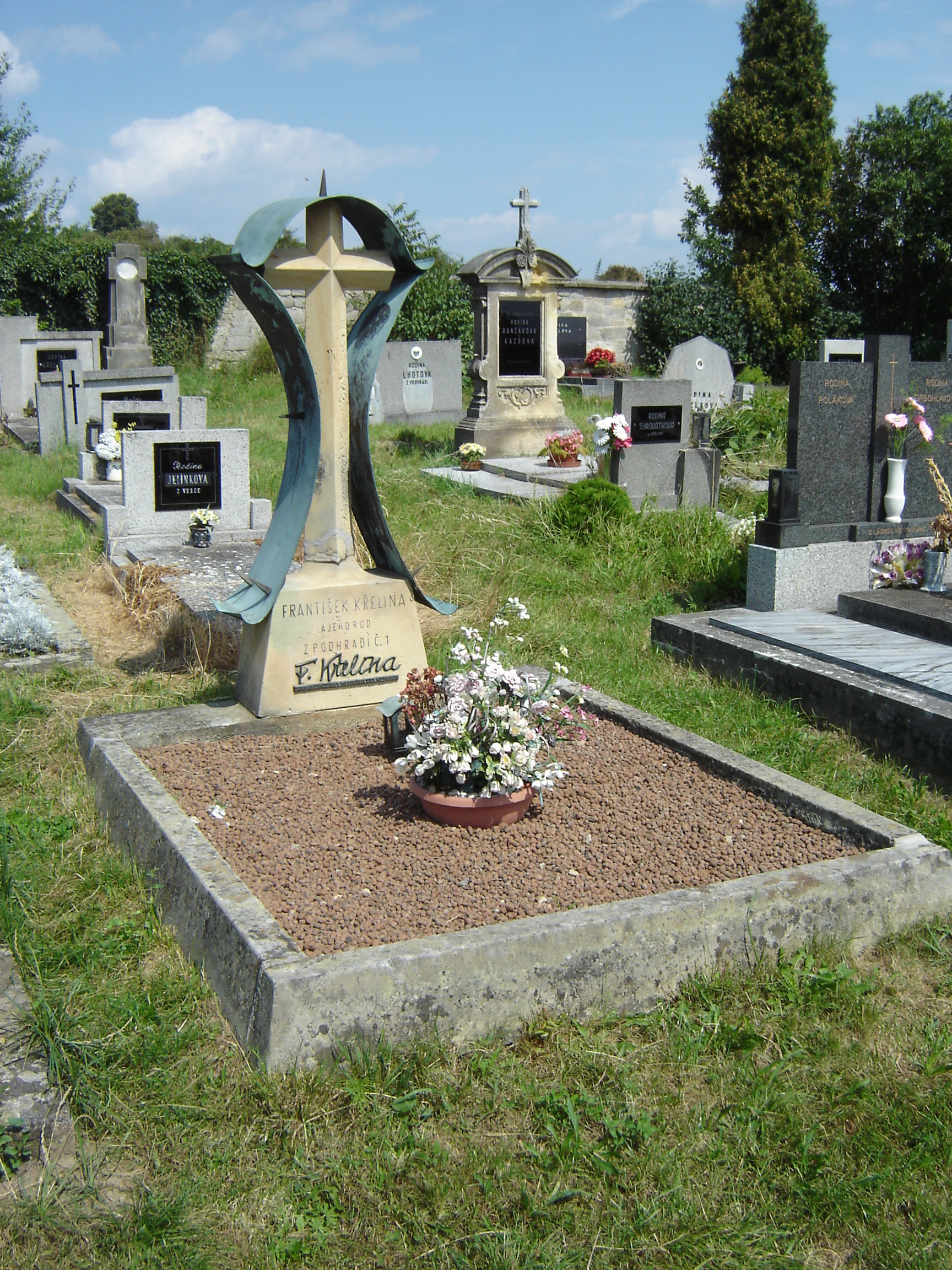
Hrob Františka Křeliny na hřbitově ve Veliši

František nejprve navštěvoval obecnou školu ve Veliši, od roku 1914 chodil na měšťanskou školu v Jičíně a od roku 1918 zde studoval na Učitelském ústavu. Studia ukončil v roce 1922.
Jako učitel působil v Ústí, Pecce, Roškopově, Hrádku nad Nisou a Louce. V letech 1924 až 1926 absolvoval vojenskou službu v Hradci Králové a v Žamberku. Poté učil na obecné škole v Letařovicích a ve Vyskři a to až do roku 1929. V letech 1929–1938 učil na měšťance v Českém Dubu, potom několik měsíců v Kobylech. Po obsazení Sudet Němci v březnu 1939 odešel do Prahy. Zde připravoval společně s Josefem Knapem a Jaroslavem Durychem výzvu českých spisovatelů k lidu, která však padla za oběť cenzuře. V Praze učil na měšťanských a později jednotných školách až do roku 1951, kromě roku 1945, kdy učil v Hradišti.
V letech 1943–1948 byl členem Moravského kola spisovatelů. V Praze byl 24. srpna 1951 zatčen, v červenci 1952 byl jako člen údajné protistátní skupiny v rámci vykonstruovaného procesu s tzv. „zelenou internacionálou“ odsouzen za velezradu na dvanáct let vězení. Ve stejném procesu byli mezi jinými odsouzeni také Josef Knap, Jan Zahradníček, Bedřich Fučík, Zdeněk Kalista, Ladislav Kuncíř a Ladislav Jehlička. V době věznění na Pankráci se s ním a J. Zahradníčkem a J. Knapem spřátelil dozorce Václav Sisel, který jim pomáhal. Ten ukryl na své chatě značnou část rukopisů jejich básní a textů, a to až do r. 1968.
Dne 10. května 1960 byl Křelina amnestován. Do roku 1964 pracoval jako stavební dělník v Praze a znovu se věnoval literární tvorbě. Jeho články otiskovaly v té době Zemědělské noviny a Lidová demokracie. Roku 1967 byl plně rehabilitován. Zemřel v Praze, pochován je ve Veliši.

### Rodina
Dne 2. července 1927 se v Turnově František Křelina oženil s dcerou rolníka Annou Masopustovou (1903–2001). Manželé Křelinovi měli dvě dcery: spisovatelku Hanu Pražákovou a Libuši.

### Vyznamenání
Roku 1936 obdržel státní ocenění a o dva roky později cenu České akademie věd a umění.

## Dílo
František Křelina je sice považován za ruralistu, ale jeho texty (ať již básnické, prozaické či dramatické) nesou prvky i jiných uměleckých směrů a ruralismus u něj převládat pouze v období jeho rané tvorby, tedy během první republiky.V 30. letech se vyprofiloval jako jeden z  nejvýraznějších prozaiků ruralismu. Během okupace psal prózy vizionářského a mystického charakteru, jež na historickém či legendárním podkladě vytvářely alegorické obrazy zápasu kladných sil lásky a milosrdenství s mocnostmi zla a násilí, k etickému idealismu směřovala i jeho tvorba poválečná.
K jeho nejznámějším ruralistickým dílům patří Hlas kořenů, Hlas na poušti či Jalovčí stráně. Některá díla z Křelinovy pozůstalosti nebyla doposud vydána.

### Romány a verše
- Hlas kořenů (1927)
- Hlas na poušti (1935)
- Jalovčí stráně (1937) – přepracováno 1947
- Klíče království (1939)
- Dcera královská, blahoslavená Anežka česká (1940) – dílo nevzniklo na základě historických pramenů, ale jako oslava světice sv. Anežky české.
- Amarú, syn hadí (1942) – román o českých misionářích v peruánských pralesích na konci 17. století. Objevuje se zde mysticismus, jezuitský kněz J. V. Richter je umučen domorodci.
- Každý své břímě (1969)- vrcholná Křelinovo poetická próza o lidické tragédii, popisující hrůznou noc z 10. června 1942, kdy byly Lidice zničeny a vypáleny.
- Půlnoční svítání (verše, 1927)
- Předjitřní tma (verše, 1930)
- Plaché světlo (verše, 1934)
- Jalovčí stráně (1947)
- Má přítelkyně Dora (1968)
- Země dědičná (trilogie)
  1. Hubená léta (1935) – sociálně realistický román z Podještědska a prostředí tkalců, zobrazuje vliv hospodářské krize na chalupníky a dělníky.
  2. Puklý chrám (1937) – pod vlivem ruralismu, vrhá zjednodušeně světlo a stín na venkov a město. Proti zkaženému městu stojí čistý venkov.
  3. Bábel (1968, pod názvem Pokoj nám byl vysázen v r. 1939, za okupace nemohl vyjít; pro vydání 1968 přepracován[7])

### Pro mládež
- Z bukového dřeva (1943)
- Zmijí dědek a jiné povídky pro mládež (1946)
- Můj otec kapitán

### Divadelní hry
- Postila

### Sborník žákovských prací
- Děti své doby: jak se jeví v slohových zápiscích žákyň měšťanských škol pražských, uspořádal František Křelina, vydal Ladislav Kuncíř, Praha 1946